# Coupe des Seychelles de football
La Coupe des Seychelles de football a été créée en 1987.

## Palmarès
- 1976 : Rangers 6-2 Ascot
- 1987 : Beau Vallon
- 1988 : Saint-Louis FC 2-1 Plaisance FC
- 1989 : Anse Boileau
- 1990 : Plaisance FC
- 1991 : Anse aux Pins FC
- 1992 : vainqueur inconnu
- 1993 : Anse aux Pins FC
- 1994 : vainqueur inconnu
- 1995 : Red Star FC
- 1996 : Red Star FC
- 1997 : Saint-Michel United
- 1998 : Saint-Michel United 4-0 Ascot United
- 1999 : Red Star FC 2-1 Sunshine SC
- 2000 : Sunshine SC 1-1 (tab 4-2) Red Star FC
- 2001 : Saint-Michel United 2-1 Sunshine SC
- 2002 : Anse Réunion FC 2-1 Red Star FC
- 2003 : Saint-Louis FC 2-1 beo Light Stars FC
- 2004 : Red Star FC 1-0 Anse Réunion FC
- 2005 : Seychelles Marketing Board 1-0 Anse Réunion FC
- 2006 : Saint-Michel United 2-1 Red Star FC
- 2007 : Saint-Michel United 1-0 Anse Réunion FC
- 2008 : St. Michel United 2-2 2-0 St. Louis Suns United
- 2009 : St Michel United FC 2-1 St Louis Suns United
- 2010 : St Louis Suns United 1-0 La Passe FC
- 2011 : St Michel United FC 3-1 La Passe FC
- 2012 : Anse Réunion FC 3-2 Côte d'Or FC
- 2013 : Saint-Michel United 2-0 Anse Réunion FC
- 2014 : Saint-Michel United 1-1 (tab 5-4) Côte d'Or FC
- 2015 : Light Stars FC 4-2 Northem Dynamo FC
- 2016 : Saint-Michel United 3-2 Northem Dynamo FC
- 2017 : St Louis Suns United 3-1 Anse Réunion FC
- 2018 : Non disputé
- 2019 : St Louis Suns United 2-0 La Passe FC
- 2020 : Foresters Mont Fleuri FC 4-2 Côte d'Or FC
- 2021 : Non disputé
- 2022 : Saint Michel United 2-1  La Passe FC[1]
- 2023 : La Passe FC 1-0 Anse Réunion FC
- 2024 : Foresters Mont Fleuri FC 2-1 La Passe FC